# Вівек Рамасвамі
Вівек Ганапаті Рамасвамі (англ. Vivek Ganapathy Ramaswamy [vɪˈvɛk rɑːmɑːˈswɑːmiː]; нар. 9 серпня 1985 року) — американський проросійський підприємець індійського походження, письменник та консервативний політичний діяч. 21 лютого 2023 року висунув свою кандидатуру на пост президента США від Республіканської партії для участі у виборах президента 2024 року.
Рамасвамі заснував біофармацевтичну компанію Roivant Sciences у 2014 році, проте спочатку працював інвестиційним партнером. Починаючи з 2020 року, Рамасвамі виступав з промовами проти теорії зацікавлених сторін, цензури Big Tech і критичної расової теорії. Після того, як Рамасвамі залишив Roivant у 2021 році, він став співзасновником і виконавчим головою інвестиційної компанії Strive Asset Management, яка виступає проти екологічного, соціального та корпоративного управління.

## Молодість і освіта
Рамасвамі народився в 1985 році в Цинциннаті, штат Огайо, де і провів свою молодість. Його батьки емігрували з Вадаккенчеррі, Палаккад, Керала, Індія. Батько Рамасвамі закінчив регіональний інженерний коледж у Кералі та працював у компанії General Electric інженером і патентним повіреним, а мати закінчила Майсурський медичний коледж і працювала геріатричним психіатром.
У 2003 році Рамасвамі закінчив середню школу Св. Ксав'єра в Цинциннаті. Він був валідикторіанецем класу і, а також тенісистом серед юніорів національного рейтингу.
У 2007 році Рамасвамі закінчив Гарвардський коледж зі ступенем бакалавра мистецтв з відзнакою в галузі біології та членством в товаристві Phi Beta Kappa. Він написав свою дипломну роботу про етичні питання, які виникають під час створення химер між людиною та твариною, і був лауреатом Боудоїнської премії. Анотація його дисертації була опублікована в The New York Times і The Boston Globe у 2007 році У 2011 році Рамасвамі отримав стипендію для аспірантів від The Paul & Daisy Soros Fellowships for New Americans. У 2013 році він отримав ступінь доктора права в Єльській школі права.

## Ділова кар'єра
У 2007 році Рамасвамі та Тревіс Мей спільно заснували технологічну компанію Campus Venture Network, яка надала програмне забезпечення та мережеві ресурси підприємцям університетів. У 2009 році компанія була придбана Фондом Юінга Меріона Кауфмана.
З 2007 по 2014 рік Рамасвамі працював у компанії QVT Financial, де він був партнером і спільно керував біотехнологічним портфоліо фірми, одночасно навчаючись у Єльській школі права з 2010 по 2013 рік.  Рамасвамі працював у групі реагування на COVID-19 штату Огайо.

### Roivant Sciences

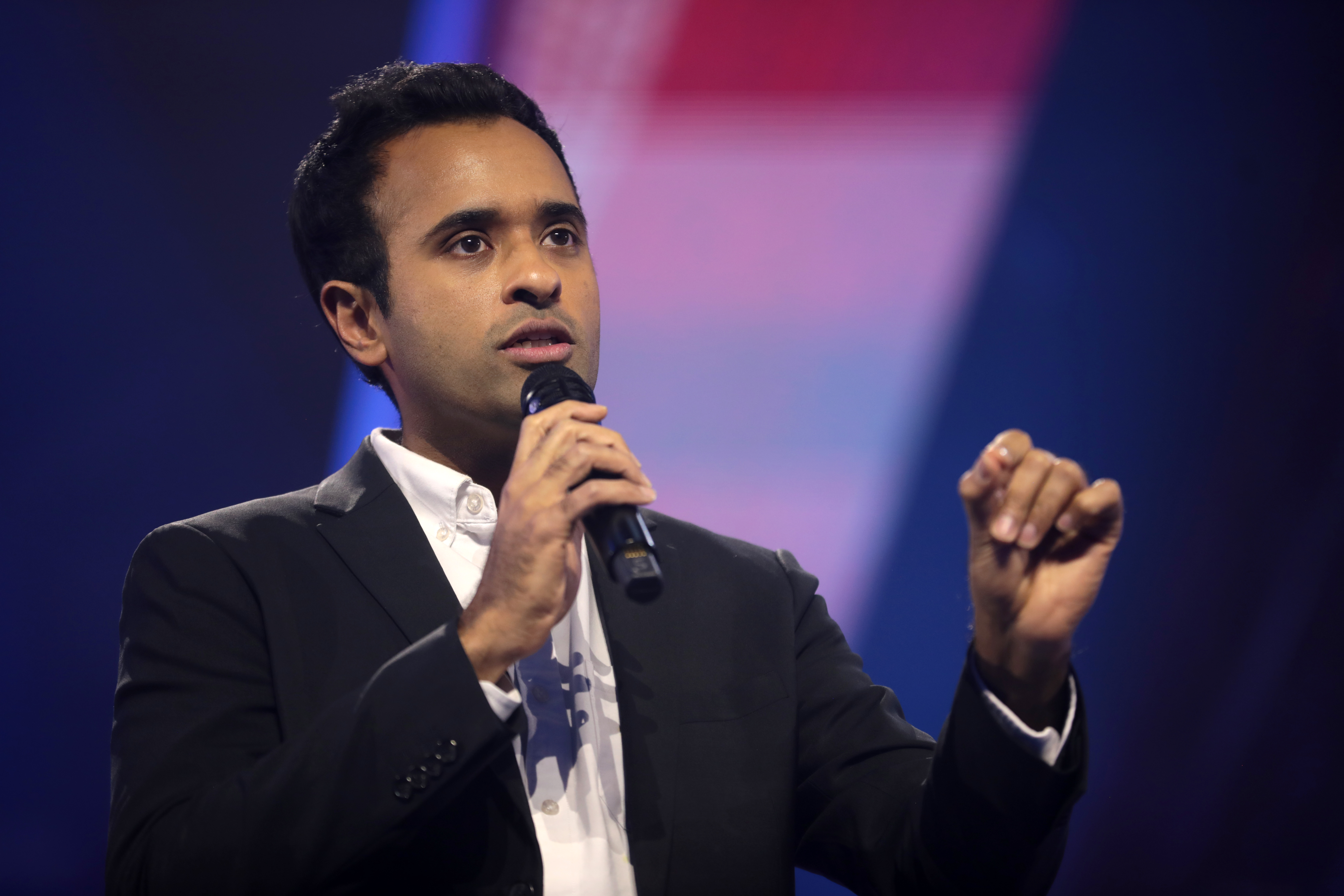
Рамасвамі розмовляє з учасниками фестивалю AmericaFest 2022 у конференц-центрі Фенікса у Фініксі, штат Аризона

У 2014 році Рамасвамі заснував фармацевтичну компанію Roivant Sciences, яка спеціалізується на застосуванні технологій для розробки ліків. Рамасвамі обіймав посаду генерального директора до 2021 року.
Рамасвамі з'явився на обкладинці журналу Forbes у 2015 році за свою роботу в розробці ліків. Стаття розповідала про те, як Рамасвамі зібрав 360 мільйонів доларів для дочірньої компанії Roivant Axovant Sciences у спробі врятувати ліки від Альцгеймера, які не пройшли випробування в GlaxoSmith Kline, можливо, через обмеження організації випробувань. У 2017 році препарат не мав успіху і в «Axovant». Axovant мав ринкову вартість 276 мільйонів доларів станом на червень 2018. У 2020 році Рамасвамі став співзасновником Chapter Medicare, навігаційної платформи Medicare. На початку 2021 року Рамасвамі залишив посаду генерального директора Roivant Sciences.

#### Roivant Social Ventures (RSV)
У 2020 році Рамасвамі підтримав створення Roivant Social Ventures, яке було описано як екологічна, соціальна та корпоративна ініціатива. RSV було створено, щоб «генерувати значні соціальні прибутки та реінвестувати фінансові прибутки для досягнення довгострокового впливу».
Діапазон проблем, які цікавлять RSV, включають збільшення різноманітності в клінічних випробуваннях і створення можливостей різноманітності, справедливості та залучення у біофармацевтичній промисловості. Генеральний директор RSV Ліндсей Андроскі сказав, що Рамасвамі схвалив створення RSV.

### Strive Asset Management
Рамасвамі є співзасновником і виконавчим головою Strive Asset Management, компанії з управління активами в Огайо, яку, серед інших, фінансово підтримують Пітер Тіль і Дж. Д. Венс. Компанію Strive було створено, щоб запропонувати альтернативу більшим менеджерам активів, таким як BlackRock, State Street і Vanguard, яких Рамасвамі критикував за участь в екологічній, соціальній та управлінській (ESG) діяльності, а також суміщення бізнесу з політикою на нібито шкоду акціонерам.
11 листопада 2022 року, через три місяці після запуску першого фонду, загальні активи під управлінням Strive перевищили 500 мільйонів доларів США. У січні 2023 року Strive запустила проксі консультаційну службу, щоб конкурувати з такими основними компаніями, як Glass Lewis і Institutional Shareholder Services. Axios і Bloomberg назвали Рамасвамі «провідним борцем проти ESG».

## Президентська кампанія (2023–теперішній час)
Перед тим, як балотуватися в президенти, Рамасвамі розглядав можливість балотуватися на виборах до Сенату Сполучених Штатів у 2022 році в Огайо. 21 лютого 2023 року він оголосив про свою кандидатуру в президенти США на виборах 2024 року в програмі Tucker Carlson Tonight. У травні 2023 року його кампанія визнала, що він заплатив редактору за зміни його сторінки у Вікіпедії перед оголошенням своєї кандидатури, але заперечила, що це було політично мотивовано.

### Політичні позиції
Рамасвамі стверджував, що капіталізм американського типу забезпечує протиотруту кастовій системі Індії, пропонуючи громадянам нижчих каст більше економічних можливостей. Він запропонував скасувати закон, який змушує президентів витрачати всі гроші, виділені Конгресом. Він сказав, що виступає проти викладання критичної расової теорії. Він виступає проти позитивних дій в США, називаючи їх «найбільшою формою інституціоналізованого расизму в сучасній Америці».
Він заявив про підтримку заборони абортів пізніше шести тижнів, за винятком випадків зґвалтування, інцесту та небезпеки для життя жінки. Він підтримує скасування Департаменту освіти, Федерального бюро розслідувань (ФБР) і Служби внутрішніх доходів (IRS), а також підтримує 8-річний термін для всіх державних службовців.
Рамасвамі виступає за підвищення виборчого віку до 25 років. Ця зміна, яка має бути реалізована шляхом внесення поправок до конституції, дозволить громадянам віком від 18 до 24 років голосувати лише в тому випадку, якщо вони проходять військову службу, працюють як швидкого реагування або складають іспит на громадянські знання.

### Політика щодо України
Рамасвамі виступає за «значні поступки Росії» в російсько-українській війні та припинення військової підтримки України. Він підтримує заборону України на членство в НАТО та дозвіл Росії окупувати регіони України в обмін на домовленість про те, що Росія «розриває альянс з Китаєм», хоча він «не довіряє Путіну».

## Особисте життя
Дружина Рамасвамі, Апурва, є доцентом і клініцистом у медичному центрі Векснера Університету штату Огайо. Він познайомився з нею під час вивчення права в Єльському університеті, де вона вивчала медицину. У них двоє синів. Рамасвамі — індуїст.
У 2016 році Forbes оцінив статки Рамасвамі в 600 мільйонів доларів, і вказав Нью-Йорк як місце проживання.

## Опубліковані праці
- Ramaswamy, Vivek (17 серпня 2021). Woke, Inc.: Inside Corporate America's Social Justice Scam (англ.). Center Street. ISBN 978-1-5460-9078-6. OCLC 1237631944.
- Ramaswamy, Vivek (13 вересня 2022). Nation of Victims: Identity Politics, the Death of Merit, and the Path Back to Excellence (англ.). Center Street. ISBN 978-1-5460-0296-3. OCLC 1546002960.